# Mikrofon laserowy

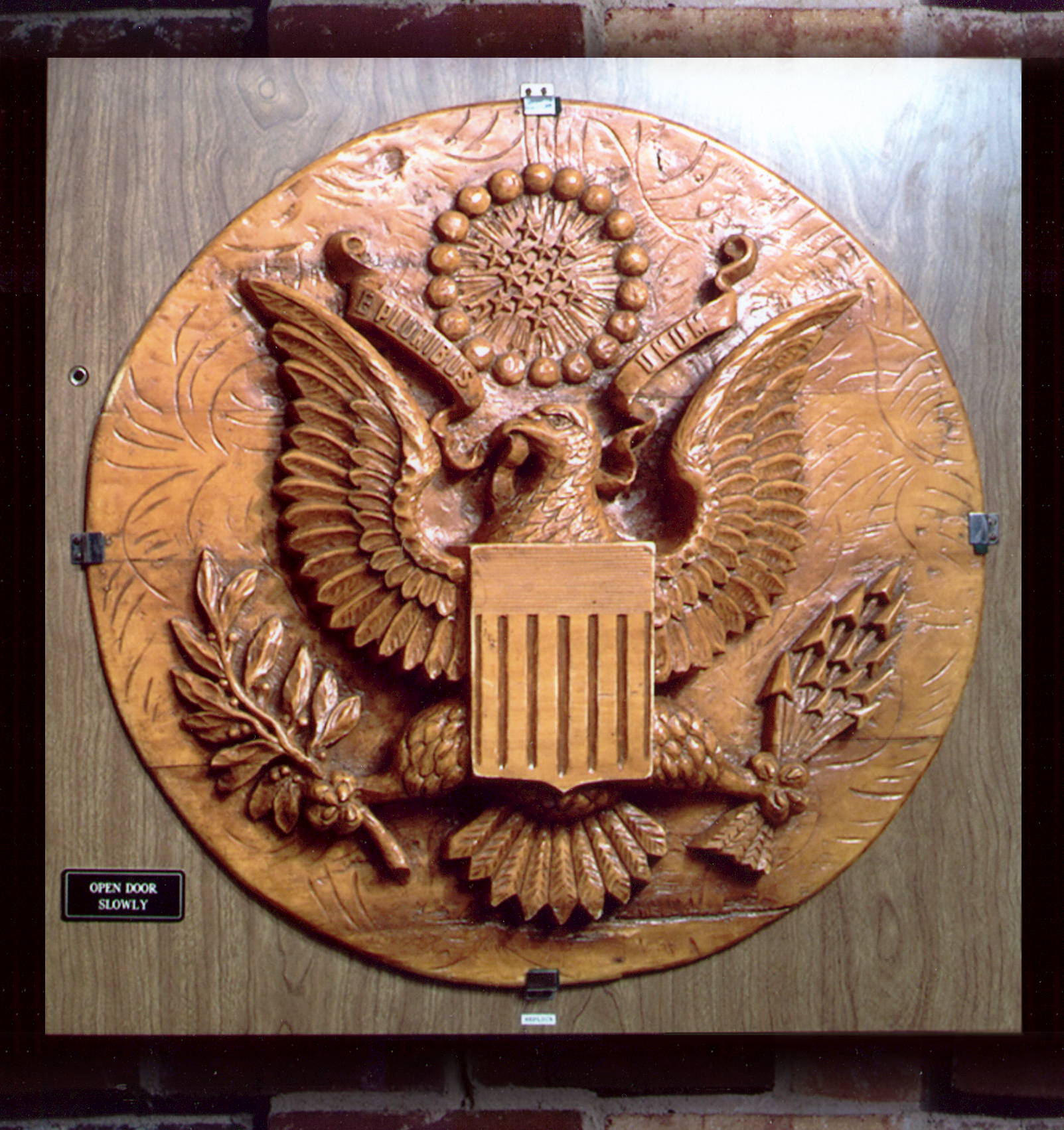
The Great Seal bug – urządzenie produkcji ZSRR z 1946 r., skonstruowane przez Lwa Termena, który dzięki obecności ukrytej struny umożliwiał pasywne podsłuchiwanie pomieszczenia. Dziś w zbiorach NSA

Mikrofon laserowy lub optyczny – urządzenie umożliwiające podsłuch dźwięku rozchodzącego się na pojedynczym wybranym, znajdującym się w zasięgu wzroku, obiekcie. Składa się z nadajnika laserowego, wymierzającego wiązkę w podsłuchiwane ciało (które wskutek fali akustycznej podlega niewidocznym gołym okiem wibracjom dźwiękowym), oraz odbiornika, który rejestruje przesunięcia Dopplera powracającej wiązki, czyli mikroskopijne odchylenia od częstotliwości emisji. Falę dźwiękową rekonstruuje się na podstawie zarejestrowanych odchyleń.
Mikrofon laserowy można wykorzystywać także do nasłuchu odległych pomieszczeń, poprzez wymierzanie wiązki w ich szyby. Podobne pasywne urządzenia podsłuchowe istniały według doniesień już w latach 40. XX w., jednak nie posługiwały się skupioną wiązką lasera, ponadto mogły wymagać umieszczenia w inwigilowanym pokoju odpowiedniego przedmiotu. Pierwsze lasery powstały w latach 60 XX w. i wtedy też pojawiły się pierwsze wzmianki o wykorzystaniu ich do podsłuchu.
Możliwe do skonstruowania są także tego rodzaju urządzenia posługujące się skupionymi wiązkami fal o częstotliwości innej niż laserowa, np. radiowej lub mikrofalowej (tzw. maser). Różny w zależności od tego jest ośrodek, na którym fala zatrzymuje się i rozprasza (odbija we wszystkie strony) i który w związku z tym istnieje jako przeszkoda i potencjalny cel dla mikrofonu. W przypadku (oczywiście) światła widzialnego, fal podczerwonych oraz sporej części pasma mikrofalowego fala w zdecydowanej większości ulega odbiciu na każdym nieprzezroczystym ciele stałym i nie przenika dalej. Natomiast w paśmie radiowym oraz na niskich częstotliwościach mikrofalowych (np. telefonia komórkowa, WiFi 2,4 GHz) dopiero metal skutecznie powstrzymuje propagację fali w danym kierunku.